# Движение 21
Движение 21 (Д21) е политическа партия в България, създадена на 23 април 2010 г. Неин председател е Татяна Дончева.

## История
През април 2010 г. бившият депутат от БСП и член на Националния съвет на партията Татяна Дончева представя новия си проект Движение 21 (Д21), който смята да създаде като гражданско сдружение, което да бъде учредено като неправителствена организация, а до няколко месеца по-късно се превърне в политическа партия. През 2011 г. е създадена като политическа партия.

## Избори
Президентски избори
На президентските избори през 2016 г. партията се коалира с Национално движение за стабилност и възход (НДСВ), с кандидат за президент – Татяна Дончева и кандидат за вицепрезидент – Минчо Спасов. Получават 69 372 действителни гласа, или 1,81 % подкрепа, при 57,47 % избирателна активност.
Парламентарни избори
На парламентарните избори през 2017 г. партията се коалира с Алтернатива за българско възраждане (АБВ), заедно получават 54 412 действителни гласа, или 1,59 % подкрепа, при 54,07 % избирателна активност.
Избори за Европейски парламент
На изборите за Европейски парламент през 2019 г. партията получава 4 141 действителни гласа, или 0,21 % подкрепа, при 32,64 % избирателна активност.
Местни избори
На местните избори през 2015 г. партията печели 25 общински съветници, в общините – Благоевград, Гърмен, Петрич, Лом, Сопот, Видин, Твърдица, София, и др.